# Max Harhammer
Max Harhammer (* 10. Mai 1804 in München; † 5. Mai 1864 in Landshut) war rechtskundiger Bürgermeister der Stadt Landshut von 1845 bis 1864.

## Leben
Max Harhammer war nach dem Studium der Rechtswissenschaften erst seit 1841 in Landshut als Assessor am Gericht beschäftigt. Gehring galt als guter Jurist und politisch als liberal. Nach dem Tod seines Vorgängers Karl Siegmund Lorber wurde er 1845 gegen zwei konservative Kontrahenten rechtskundiger Bürgermeister der Stadt Landshut. Die Wahl war überraschend. In seine Amtszeit fiel die Revolution des Jahres 1848. Er war Mitglied des Bayerischen Landtages von 1849 bis 1855. Am 5. Mai 1864 wurde bekannt, dass sich der Bürgermeister am Maxwehr in einem Anfall von Geistesstörung in den Tod gestürzt habe, so formulierten es zumindest die Autoren der Stadtchronik. Allerdings gab es bald Gerüchte, dass der wahre Grund des Selbstmordes eine Unterschlagung einer kleineren Summe durch einen Bediensteten der Stadtverwaltung war.